# E231号線
E231号線 (E231ごうせん、英: European route E231) は、欧州自動車道路のBクラス幹線道路。オランダのアムステルダムとアメルスフォールトを結ぶ。

## 経路
- オランダ
  - アムステルダム
  - アメルスフォールト